# Schwedter Tor (Angermünde)

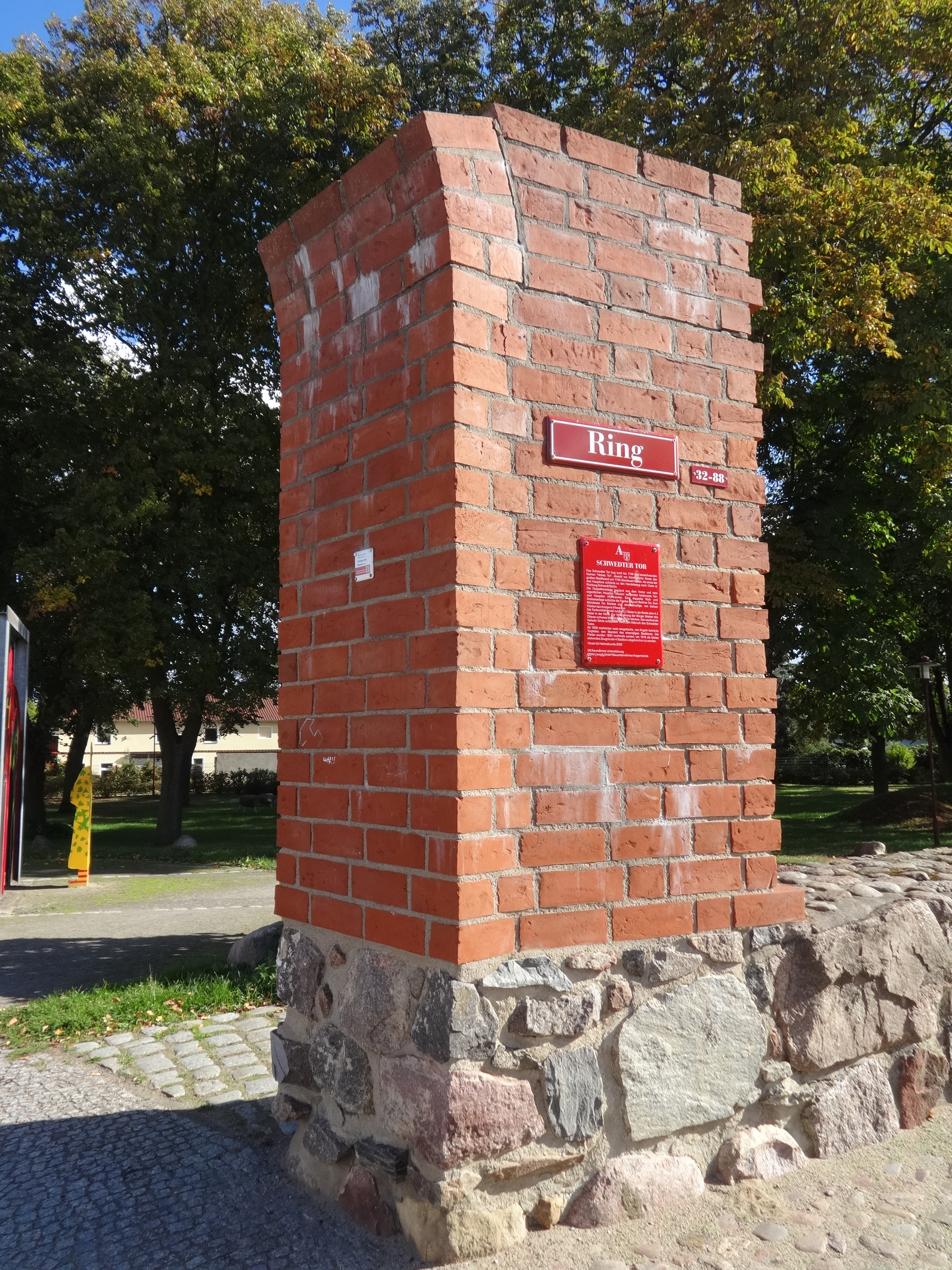
Rest der Pfeiler des Schwedter Tors

Das Schwedter Tor war ein Teil der mittelalterlichen Stadtbefestigung von Angermünde, einer Stadt im Landkreis Uckermark im Land Brandenburg.

## Geschichte
Angermünde besaß im Mittelalter eine Stadtbefestigung mit einer umlaufenden Stadtmauer aus Feldsteinen, welche die Stadt gegen Angreifer schützte. Das Schwedter Tor lag im Osten der Stadt und sicherte den Handelsweg nach Schwedt/Oder.
Das Bauwerk bestand aus ebenfalls sorgfältig geschichteten Lesesteinen, die ein Haupttor und ein vorgelagertes Vortor bildeten. Beide Seiten waren durch Mauern miteinander verbunden. Bis zum Jahr 1746 lautete seine Bezeichnung Hohes Tor. Die Tordurchfahrt betrug rund 3,7 Meter in seiner Breite und rund 4,2 Meter Höhe. Im ausgehenden 18. Jahrhundert verloren die Stadtbefestigung sowie die Tore ihre schützende Bedeutung. Mit dem wachsenden Verkehrsaufkommen erwies sich die Durchfahrt als zu schmal, da gelegentlich Fahrzeuge im Tor stecken blieben. Die Stadt ließ es daher im Jahr 1845 abreißen. 1856 errichtete sie an Stelle des Tors zwei neugotische Torpfeiler, die mit einer Kugel geschmückt waren. Diese wurden 1893 saniert und im Jahr 1916 endgültig abgerissen.

## Skulptur GeschlossenOffen
Östlich des Tores befindet sich im Kaisergarten eine Skulptur des Angermünder Künstlers Christian Uhlig. Die Auftragsarbeit der Stadt besteht aus lasergeschnittenem Stahl, der anschließend pulverbeschichtet und mit Autolacken gestaltet wurde. Sie misst rund 2,5 Meter × 3 Meter und entstand 2002.